# Vòng chung kết UEFA Nations League 2025
Vòng chung kết UEFA Nations League 2025 là giai đoạn cuối cùng của UEFA Nations League mùa giải 2024–25, mùa giải thứ tư của giải đấu bóng đá quốc tế có sự tham gia của các đội tuyển nam quốc gia thuộc 55 liên đoàn thành viên của UEFA. Giải đấu được tổ chức từ ngày 4 đến ngày 8 tháng 6 năm 2025 tại Đức, và được tranh tài bởi bốn đội tuyển thắng vòng tứ kết của hạng đấu A. Giải đấu bao gồm hai trận bán kết, một trận play-off tranh hạng ba và trận chung kết để xác định đội vô địch UEFA Nations League.
Tây Ban Nha là đương kim vô địch, song họ không thể bảo vệ thành công chiếc cúp vô địch khi để thua Bồ Đào Nha trong trận chung kết, qua đó giúp cho Bồ Đào Nha có lần thứ hai lên ngôi vô địch giải đấu này.

## Các đội tuyển tham dự
Bốn đội thắng vòng tứ kết của hạng đấu A được tham dự vòng chung kết Nations League.
| Đội chiến thắng ở vòng tứ kết | Ngày vượt qua vòng loại | Lần tham dự vòng chung kết trước | Xếp hạng UNL Tháng 11 năm 2024 | Bảng xếp hạng FIFA Tháng 3 năm 2025 |
| ----------------------------- | ----------------------- | -------------------------------- | ------------------------------ | ----------------------------------- |
| Đức (chủ nhà)                 | 23 tháng 3 năm 2025     | 0 (lần đầu)                      | 2                              | 10                                  |
| Bồ Đào Nha                    | 23 tháng 3 năm 2025     | 1 (2019)                         | 3                              | 6                                   |
| Tây Ban Nha                   | 23 tháng 3 năm 2025     | 2 (2021, 2023)                   | 1                              | 3                                   |
| Pháp                          | 23 tháng 3 năm 2025     | 1 (2021)                         | 4                              | 2                                   |

1. ↑  In nghiêng biểu thị cho nước chủ nhà của giải đấu đó.

## Chọn nước chủ nhà
Sau khi vòng tứ kết được giới thiệu, bốn đội tham dự Vòng chung kết Nations League sẽ không được công bố cho đến ngày 23 tháng 3 năm 2025, tức là hơn hai tháng trước khi giải đấu diễn ra. Do đó, UEFA đã sửa đổi quy trình đấu thầu từ các kỳ giải đấu trước. Tất cả các đội tham gia hạng đấu A đáp ứng các yêu cầu về sân vận động phải nộp đề xuất đăng cai Vòng chung kết Nations League. Sau giai đoạn giải đấu, Ủy ban điều hành UEFA sẽ chỉ định một cặp đội vào tứ kết có khả năng tổ chức giải đấu, trong đó đội chiến thắng sẽ tự động trở thành chủ nhà. Ngoài ra, các hiệp hội từ bên ngoài hạng đấu A cũng có thể nộp hồ sơ dự thầu để tổ chức giải đấu với tư cách là chủ nhà trung lập, hồ sơ dự thầu của họ chỉ được xem xét nếu không có cặp đội vào tứ kết nào có thể đưa ra đủ đảm bảo hoặc đáp ứng các yêu cầu về đăng cai.
UEFA yêu cầu giải đấu phải được tổ chức tại hai sân vận động Hạng 4, mỗi sân có sức chứa ít nhất 30.000 chỗ ngồi (mặc dù có thể có một số linh hoạt liên quan đến sân vận động thứ hai). Lý tưởng nhất là các sân vận động không nên cách nhau quá 150 km (93 dặm) hoặc hai giờ lái xe buýt. Nếu được tổ chức bởi một đội tham gia, sân vận động lớn hơn sẽ tổ chức trận bán kết đầu tiên (có sự góp mặt của đội chủ nhà) và trận chung kết. Tiến trình đấu thầu như sau:
- Ngày 18 tháng 1 năm 2024: Chính thức mời nộp đơn
- Ngày 15 tháng 5 năm 2024, 12:00 CEST: Ngày đóng đăng ký ý định đấu thầu (không ràng buộc) và sân vận động ưa thích
- Ngày 4 tháng 9 năm 2024: Yêu cầu đấu thầu được cung cấp cho người đấu thầu
- Ngày 23 tháng 10 năm 2024: Nộp hồ sơ dự thầu
- Ngày 16 tháng 12 năm 2024: Uỷ ban điều hành UEFA bổ nhiệm chủ nhà

Ngày 16 tháng 12 năm 2024, Uỷ ban điều hành UEFA đã chỉ định đội chiến thắng ở trận tứ kết 4 giữa Ý và Đức làm chủ nhà tạm thời cho giải đấu chung kết. Ngày 23 tháng 3 năm 2025, Đức giành quyền đăng cai giải đấu này.

## Đội hình
Mỗi đội tuyển quốc gia phải gửi một đội hình gồm 23 đến 26 cầu thủ, ba trong số đó phải là thủ môn, ít nhất bảy ngày trước trận khai mạc của giải đấu. Nếu một cầu thủ bị chấn thương hoặc bị bệnh nặng đến mức không thể tham gia giải đấu trước trận đấu đầu tiên của đội mình, anh ta sẽ được thay thế bằng một cầu thủ khác.

## Địa điểm
Với việc Đức có lần đầu tiên đăng cai giải đấu, các trận đấu được tổ chức tại hai sân vận động là Allianz Arena ở Munich (bán kết và chung kết) và MHPArena ở Stuttgart (bán kết còn lại và trận play-off tranh hạng ba). Trước đó, nếu Ý có lần thứ hai làm chủ nhà của giải đấu, các trận đấu được tổ chức tại hai sân vận động ở thành phố Turin là sân vận động Juventus (cả bán kết và chung kết) và sân vận động Olympic Grande Torino (trận play-off tranh hạng ba).
| Munich           | MunichStuttgart | Stuttgart        |
| ---------------- | --------------- | ---------------- |
| Allianz Arena    | MunichStuttgart | MHPArena         |
| Sức chứa: 66.000 | MunichStuttgart | Sức chứa: 51.000 |
|                  | MunichStuttgart |                  |

## Sơ đồ
Thời gian theo giờ mùa hè Trung Âu (UTC+2), được liệt kê bởi UEFA.
|  | Bán kết               | Bán kết     |                        |       | Chung kết | Chung kết |
|  |                       |             |                        |       |           |           |
|  | 4 tháng 6 – Munich    |             |                        |       |           |           |
|  |                       |             |                        |       |           |           |
|  | Đức                   | 1           |                        |       |           |           |
|  | Đức                   | 1           | 8 tháng 6 – Munich     |       |           |           |
|  | Bồ Đào Nha            | 2           |                        |       |           |           |
|  | Bồ Đào Nha            | 2           | Bồ Đào Nha (p)         | 2 (5) |           |           |
|  | 5 tháng 6 – Stuttgart |             | Bồ Đào Nha (p)         | 2 (5) |           |           |
|  |                       | Tây Ban Nha | 2 (3)                  |       |           |           |
|  | Tây Ban Nha           | Tây Ban Nha | 2 (3)                  | 5     |           |           |
|  | Tây Ban Nha           |             |                        | 5     |           |           |
|  | Pháp                  | 4           |                        |       |           |           |
|  | Pháp                  | 4           | Play-off tranh hạng ba |       |           |           |
|  |                       |             |                        |       |           |           |
|  | 8 tháng 6 – Stuttgart |             |                        |       |           |           |
|  |                       |             |                        |       |           |           |
|  | Đức                   | 0           |                        |       |           |           |
|  | Đức                   | 0           |                        |       |           |           |
|  | Pháp                  | 2           |                        |       |           |           |

## Bán kết
Trận đấu có đội chủ nhà trở thành trận bán kết 1, diễn ra vào ngày 4 tháng 6, trong khi trận đấu còn lại trở thành trận bán kết 2, diễn ra vào ngày 5 tháng 6 năm 2025.

### Đức v Bồ Đào Nha
| Đức         | 1–2      | Bồ Đào Nha                    |
| ----------- | -------- | ----------------------------- |
| - Wirtz 48' | Chi tiết | - Conceição 63' - Ronaldo 68' |

| Đức | Bồ Đào Nha |

| TM                | 1  | Marc-André ter Stegen  |     |     |
| HV                | 2  | Waldemar Anton         |     | 71' |
| HV                | 4  | Jonathan Tah           | 80' |     |
| HV                | 3  | Robin Koch             |     |     |
| TV                | 6  | Joshua Kimmich (c)     |     |     |
| TV                | 25 | Aleksandar Pavlović    |     | 71' |
| TV                | 8  | Leon Goretzka          |     |     |
| TV                | 18 | Maximilian Mittelstädt |     | 60' |
| TĐ                | 19 | Leroy Sané             |     | 60' |
| TĐ                | 17 | Florian Wirtz          | 84' |     |
| TĐ                | 11 | Nick Woltemade         |     | 60' |
| Thay người:       |    |                        |     |     |
| TV                | 21 | Robin Gosens           |     | 60' |
| TV                | 20 | Serge Gnabry           |     | 60' |
| TĐ                | 9  | Niclas Füllkrug        | 84' | 60' |
| TĐ                | 14 | Karim Adeyemi          |     | 71' |
| TV                | 7  | Felix Nmecha           |     | 71' |
| Huấn luyện viên:  |    |                        |     |     |
| Julian Nagelsmann |    |                        |     |     |

| TM               | 1  | Diogo Costa           |     |     |
| HV               | 15 | João Neves            |     | 58' |
| HV               | 3  | Rúben Dias            | 84' |     |
| HV               | 14 | Gonçalo Inácio        |     |     |
| HV               | 25 | Nuno Mendes           |     |     |
| TV               | 18 | Rúben Neves           | 52' | 58' |
| TV               | 10 | Bernardo Silva        |     |     |
| TV               | 16 | Francisco Trincão     |     | 58' |
| TV               | 8  | Bruno Fernandes       |     |     |
| TV               | 20 | Pedro Neto            |     | 83' |
| TĐ               | 7  | Cristiano Ronaldo (c) |     | 90' |
| Thay người:      |    |                       |     |     |
| TV               | 23 | Vitinha               |     | 58' |
| TĐ               | 26 | Francisco Conceição   |     | 58' |
| HV               | 2  | Nélson Semedo         |     | 58' |
| TĐ               | 21 | Diogo Jota            |     | 83' |
| TV               | 6  | João Palhinha         |     | 90' |
| Huấn luyện viên: |    |                       |     |     |
| Roberto Martínez |    |                       |     |     |

| Cầu thủ xuất sắc nhất trận đấu: Francisco Conceição (Bồ Đào Nha) Trợ lý trọng tài: Tomaž Klančnik (Slovenia) Andraž Kovačič (Slovenia) Trọng tài bàn: Matej Jug (Slovenia) Trợ lý trọng tài video: Alen Borošak (Slovenia) Trợ lý tổ trợ lý trọng tài video: Rade Obrenovič (Slovenia) |

### Tây Ban Nha v Pháp
| Tây Ban Nha                                                      | 5–4      | Pháp                                                                     |
| ---------------------------------------------------------------- | -------- | ------------------------------------------------------------------------ |
| - Williams 22' - Merino 25' - Yamal 54' (ph.đ.), 67' - Pedri 55' | Chi tiết | - Mbappé 59' (ph.đ.) - Cherki 79' - Vivian 84' (l.n.) - Kolo Muani 90+3' |

| Tây Ban Nha | Pháp |

| TM                | 23 | Unai Simón (c)   |       |       |
| HV                | 2  | Pedro Porro      |       |       |
| HV                | 3  | Robin Le Normand |       | 77'   |
| HV                | 12 | Dean Huijsen     |       |       |
| HV                | 24 | Marc Cucurella   |       |       |
| TV                | 6  | Mikel Merino     |       | 90+1' |
| TV                | 18 | Martín Zubimendi |       |       |
| TV                | 20 | Pedri            |       | 64'   |
| TĐ                | 19 | Lamine Yamal     | 33'   |       |
| TĐ                | 21 | Mikel Oyarzabal  |       | 77'   |
| TĐ                | 11 | Nico Williams    |       | 64'   |
| Thay người:       |    |                  |       |       |
| TĐ                | 10 | Dani Olmo        |       | 64'   |
| TV                | 8  | Fabián Ruiz      |       | 64'   |
| TĐ                | 26 | Samu Aghehowa    |       | 77'   |
| HV                | 5  | Daniel Vivian    |       | 77'   |
| TV                | 9  | Gavi             | 90+6' | 90+1' |
| Huấn luyện viên:  |    |                  |       |       |
| Luis de la Fuente |    |                  |       |       |

| TM               | 16 | Mike Maignan      |       |     |
| HV               | 19 | Pierre Kalulu     |       | 63' |
| HV               | 15 | Ibrahima Konaté   |       |     |
| HV               | 5  | Clément Lenglet   |       | 72' |
| HV               | 22 | Théo Hernandez    | 82'   |     |
| TV               | 13 | Manu Koné         | 90+7' |     |
| TV               | 14 | Adrien Rabiot     | 51'   |     |
| TV               | 7  | Ousmane Dembélé   |       | 76' |
| TV               | 11 | Michael Olise     |       | 63' |
| TV               | 24 | Désiré Doué       |       | 63' |
| TĐ               | 10 | Kylian Mbappé (c) |       |     |
| Thay người:      |    |                   |       |     |
| HV               | 17 | Malo Gusto        |       | 63' |
| TĐ               | 20 | Bradley Barcola   |       | 63' |
| TĐ               | 25 | Rayan Cherki      |       | 63' |
| HV               | 21 | Lucas Hernandez   |       | 72' |
| TĐ               | 12 | Randal Kolo Muani | 90+4' | 76' |
| Huấn luyện viên: |    |                   |       |     |
| Didier Deschamps |    |                   |       |     |

| Cầu thủ xuất sắc nhất trận đấu: Lamine Yamal (Tây Ban Nha) Trợ lý trọng tài: Stuart Burt (Anh) James Mainwaring (Anh) Trọng tài bàn: Andrew Madley (Anh) Trợ lý trọng tài video: Jarred Gillett (Úc) Trợ lý tổ trợ lý trọng tài video: Michael Salisbury (Anh) |

## Play-off tranh hạng ba
| Đức | 0–2      | Pháp                       |
| --- | -------- | -------------------------- |
|     | Chi tiết | - Mbappé 45+1' - Olise 84' |

| Đức | Pháp |

| TM                | 1  | Marc-André ter Stegen  |     |     |
| HV                | 6  | Joshua Kimmich (c)     |     |     |
| HV                | 4  | Jonathan Tah           | 61' |     |
| HV                | 3  | Robin Koch             |     |     |
| HV                | 22 | David Raum             | 29' | 65' |
| TV                | 5  | Pascal Groß            |     | 73' |
| TV                | 8  | Leon Goretzka          |     | 65' |
| TV                | 11 | Nick Woltemade         |     | 46' |
| TV                | 17 | Florian Wirtz          |     |     |
| TV                | 14 | Karim Adeyemi          | 35' | 78' |
| TĐ                | 9  | Niclas Füllkrug        |     |     |
| Thay người:       |    |                        |     |     |
| TĐ                | 13 | Deniz Undav            |     | 46' |
| HV                | 18 | Maximilian Mittelstädt |     | 65' |
| TV                | 26 | Tom Bischof            |     | 65' |
| HV                | 15 | Thilo Kehrer           |     | 73' |
| TV                | 20 | Serge Gnabry           |     | 78' |
| Huấn luyện viên:  |    |                        |     |     |
| Julian Nagelsmann |    |                        |     |     |

| TM               | 16 | Mike Maignan        |     |     |
| HV               | 17 | Malo Gusto          |     |     |
| HV               | 4  | Loïc Badé           |     |     |
| HV               | 21 | Lucas Hernandez     | 61' |     |
| HV               | 3  | Lucas Digne         | 12' |     |
| TV               | 8  | Aurélien Tchouaméni |     | 68' |
| TV               | 14 | Adrien Rabiot       |     |     |
| TV               | 12 | Randal Kolo Muani   |     | 68' |
| TV               | 25 | Rayan Cherki        |     | 68' |
| TV               | 9  | Marcus Thuram       |     | 90' |
| TĐ               | 10 | Kylian Mbappé (c)   |     |     |
| Thay người:      |    |                     |     |     |
| TĐ               | 24 | Désiré Doué         |     | 68' |
| TV               | 13 | Manu Koné           |     | 68' |
| TV               | 11 | Michael Olise       |     | 68' |
| TV               | 6  | Matteo Guendouzi    |     | 90' |
| Huấn luyện viên: |    |                     |     |     |
| Didier Deschamps |    |                     |     |     |

| Cầu thủ xuất sắc nhất trận đấu: Kylian Mbappé (Pháp) Trợ lý trọng tài: Branislav Hancko (Slovakia) Jan Pozor (Slovakia) Trọng tài bàn: Erik Lambrechts (Bỉ) Trợ lý trọng tài video: Michael Fabbri (Ý) Trợ lý tổ trợ lý trọng tài video: Luca Pairetto (Ý) |

## Chung kết
| Bồ Đào Nha                                        | 2–2 (s.h.p.) | Tây Ban Nha                      |
| ------------------------------------------------- | ------------ | -------------------------------- |
| - Mendes 26' - Ronaldo 61'                        | Chi tiết     | - Zubimendi 21' - Oyarzabal 45'  |
| Loạt sút luân lưu                                 |              |                                  |
| - Ramos - Vitinha - Fernandes - Mendes - R. Neves | 5–3          | - Merino - Baena - Isco - Morata |

| Bồ Đào Nha | Tây Ban Nha |

| TM               | 1                | Diogo Costa           |      |      |
| HV               | 15               | João Neves            |      | 46'  |
| HV               | 3                | Rúben Dias            |      |      |
| HV               | 14               | Gonçalo Inácio        | 19'  | 74'  |
| HV               | 25               | Nuno Mendes           | 100' |      |
| TV               | 10               | Bernardo Silva        |      | 74'  |
| TV               | 23               | Vitinha               |      |      |
| TV               | 20               | Pedro Neto            | 82'  | 106' |
| TV               | 8                | Bruno Fernandes       |      |      |
| TV               | 26               | Francisco Conceição   |      | 46'  |
| TĐ               | 7                | Cristiano Ronaldo (c) |      | 88'  |
| Thay người:      |                  |                       |      |      |
| HV               | 2                | Nélson Semedo         |      | 46'  |
| TV               | 18               | Rúben Neves           |      | 46'  |
| HV               | 13               | Renato Veiga          |      | 74'  |
| TĐ               | 17               | Rafael Leão           |      | 74'  |
| TĐ               | 9                | Gonçalo Ramos         |      | 88'  |
| TĐ               | 21               | Diogo Jota            |      | 106' |
| Huấn luyện viên: |                  |                       |      |      |
| Roberto Martínez | Roberto Martínez | Roberto Martínez      | 110' |      |

| TM                | 23 | Unai Simón (c)   |       |      |
| HV                | 14 | Óscar Mingueza   |       | 92'  |
| HV                | 3  | Robin Le Normand | 90+1' |      |
| HV                | 12 | Dean Huijsen     |       |      |
| HV                | 24 | Marc Cucurella   |       |      |
| TV                | 20 | Pedri            |       | 75'  |
| TV                | 18 | Martín Zubimendi |       |      |
| TV                | 8  | Fabián Ruiz      | 33'   | 75'  |
| TĐ                | 19 | Lamine Yamal     |       | 106' |
| TĐ                | 21 | Mikel Oyarzabal  |       | 111' |
| TĐ                | 11 | Nico Williams    |       | 92'  |
| Thay người:       |    |                  |       |      |
| TV                | 22 | Isco             |       | 75'  |
| TV                | 6  | Mikel Merino     |       | 75'  |
| TV                | 16 | Álex Baena       | 100'  | 92'  |
| TĐ                | 2  | Pedro Porro      | 110'  | 92'  |
| TĐ                | 15 | Yeremy Pino      |       | 106' |
| TĐ                | 7  | Álvaro Morata    |       | 111' |
| Huấn luyện viên:  |    |                  |       |      |
| Luis de la Fuente |    |                  |       |      |

| Cầu thủ xuất sắc nhất trận đấu: Nuno Mendes (Bồ Đào Nha) Trợ lý trọng tài: Susann Küng (Thụy Sĩ) Jonas Erni (Thụy Sĩ) Trọng tài bàn: Serdar Gözübüyük (Hà Lan) Trợ lý trọng tài video: Fedayi San (Thụy Sĩ) Trợ lý tổ trợ lý trọng tài video: Dennis Higler (Hà Lan) Pol van Boekel (Hà Lan) |

## Thống kê

### Cầu thủ ghi bàn
Đã có 18 bàn thắng ghi được trong 4 trận đấu, trung bình 4.5 bàn thắng mỗi trận đấu.
2 bàn thắng
- Kylian Mbappé
- Cristiano Ronaldo
- Lamine Yamal

1 bàn thắng
- Michael Olise
- Randal Kolo Muani
- Rayan Cherki
- Florian Wirtz
- Francisco Conceição
- Nuno Mendes
- Martín Zubimendi
- Mikel Merino
- Mikel Oyarzabal
- Nico Williams
- Pedri

1 bàn phản lưới nhà
- Daniel Vivian (trong trận gặp Pháp)

### Kỷ luật
Một cầu thủ hoặc huấn luyện viên sẽ tự động bị đình chỉ trong trận đấu tiếp theo khi bị dính thẻ đỏ, có thể gia hạn án phạt nếu tình huống phạm lỗi trở nên nghiêm trọng. Án treo giò bằng thẻ vàng sẽ bị xóa tại vòng chung kết Nations League, bao gồm bất kỳ án treo giò từ giai đoạn vòng bảng và vòng tứ kết của giải đấu, trong khi thẻ vàng đã rút sẽ không được thi hành ở bất kỳ trận đấu quốc tế nào khác trong tương lai.